# Спеціалізована школа І-ІІІ ступенів № 1 (Кам'янець-Подільський)
Кам'янець-Подільська спеціалізована школа І-ІІІ ступенів № 1 з поглибленим вивченням німецької мови — заклад середньої освіти в місті Кам'янці-Подільському Хмельницької області.

## Історія

### Чоловіча гімназія
Історія школи почалась з утворення у Кам'янці чоловічої гімназії, переведеної з Вінниці 1833 року. 1841 року було відкрито новий корпус гімназії. Пізніше було проведено ще ряд перебудов, а 1913 року вона була оснощена електричним освітленням.
У 1919 році гімназію було приєднано до заснованої 1918 року української гімназії імені Степана Руданського.

### В радянські часи
29 грудня 1920 року більшовицький Кам'янецький повітовий відділ народної освіти перетворив гімназію імені Руданського на першу єдину трудову школу, яка запрацювала з вересня 1921 року. Назва та статус якої постійно зазнавали змін. Школа розташовувалась у приміщенні колишньої гімназії. У 1922 р. перша єдина трудова школа мала підготовчий, 7 основних і 4 паралельні класи, в яких навчалося 422 учні, яких навчав колектив з 20 учителів.
1936 року було створено середню школу за ініціативи Кам'янець-Подільської міської ради депутатів трудящих.
По звільненні Кам'янця Подільського від німецьких військ, школа у 1944–1945 роках розташовувалась у колишньому будинку консисторії, а також в колишньому будинку окружного суду. Пізніше школа розміщувалась у приміщенні міської друкарні.
У 1953 році розпочалось будівництво нової будівлі школи, яке завершилось у грудні 1956 року.
У 1960-ті роки вона стала середньою політехнічною школою з виробничим навчанням. Мова навчання — українська.
1963 року в школі було введено вивчення з І класу німецької мови, а також отримала статус школи з викладанням ряду предметів німецькою мовою.
1986 року школа отримала статус школи з поглибленим вивченням німецької мови, а з 1993 року учні старших класів вивчають німецькою мовою літературу Німеччини та країнознавство німецькомовних країн.
26 квітня 1994 року загальноосвітня середня школа № 1 отримала статус спеціалізованої загальноосвітньої школи І-ІІІ ступенів.

### Директори школи
- Козинець Є. Я. (1920-ті)
- Юхимович Олена Іванівна (середина 1950-ті)

## Школа сьогодні
Школа має свій статут, затверджений виконкомом Кам'янець-Подільської міської ради
Школа є асоційованим членом ЮНЕСКО (з 26 березня 1994 року).

## Події
29 листопада 2011 року в приміщенні СЗОШ № 1 відбулось відкриття персональної фотовиставки Савіна Юрія Олександровича (голови Кам'янець-Подільського фотографічного клубу «Погляд»), на якій було представлено 26 робіт, виконаних в різних жанрах й техніці, які були подаровані школі[джерело?].

## Випускники
- Бєляєв Володимир Павлович (1909—1990) — російський і український письменник: прозаїк, кінодраматург.